# Sandi Arčon
Sandi Arčon (Šempeter pri Gorici, 6 gennaio 1991) è un calciatore sloveno, attaccante della Gemonese.

## Caratteristiche tecniche
Esterno sinistro mancino, può giocare anche come ala sulla stessa fascia.

## Carriera

### Club
Nell'agosto del 2018 ha firmato per il club di Gemona del Friuli che milita in Eccellenza. Nell'estate 2022 firma per il Brian Lignano, sempre in Eccellenza FVG.
Nell'estate del 2023 torna alla Gemonese, nel frattempo retrocessa in Promozione.

### Nazionale
Ha giocato nelle nazionali giovanili slovene Under-17 ed Under-21.